# Liste der Straßen in Kleinnaundorf (Freital)

Lage von Kleinnaundorf in Freital

Die Liste der Straßen in Kleinnaundorf enthält alle benannten Straßen des Stadtteils Kleinnaundorf der Großen Kreisstadt Freital im Landkreis Sächsische Schweiz-Osterzgebirge.
Im Stadtteil Kleinnaundorf sind insgesamt 19 Straßen und Plätze benannt. Wichtigste Straßen im Ort sind die Dresdner Landstraße als Zubringer zur Bundesstraße 170 und die Steigerstraße, die von der Dresdner Landstraße ausgehend durch Kleinnaundorf nach Burgk führt.

## Legende
Die nachfolgende Tabelle gibt eine Übersicht über die vorhandenen Straßen und Plätze im Stadtteil sowie einige dazugehörige Informationen. Im Einzelnen sind dies:
- Bild: Foto der Straße.
- Name/Lage: Aktuelle Bezeichnung der Straße oder des Platzes sowie unter ‚Lage‘ ein Koordinatenlink, über den die Straße oder der Platz auf verschiedenen Kartendiensten angezeigt werden kann. Die Geoposition gibt dabei ungefähr die Mitte der Straße an.
- Namensherkunft: Ursprung oder Bezug des Namens.
- Anmerkungen: Weitere Informationen bezüglich anliegender Institutionen, der Geschichte der Straße, historischer Bezeichnungen, Kulturdenkmalen usw.

## Straßenverzeichnis
| Bild           | Name/Lage                   | Namensherkunft                                                                | Anmerkungen |
| -------------- | --------------------------- | ----------------------------------------------------------------------------- | --- |
|                | Am Alten Bahnhof (Karte)    | ehemaliger Haltepunkt Kleinnaundorf an der Windbergbahn.                      | |
|                | Am Bad (Karte)              |                                                                               | Die Straße hieß bis zum 1. November 2014 „Am Sportplatz“. Da es eine weitere Straße mit diesem Namen in Freital-Pesterwitz gab, wurde sie umbenannt, um doppelte Straßennamen im Stadtgebiet zu vermeiden. |
|                | Am Birkenwäldchen (Karte)   |                                                                               | |
|                | Am Segen (Karte)            | Segen-Gottes-Schacht, ehemalige Schachtanlage                                 | An der Straße befindet sich ein Bergmannsgrab für 276 Bergleute, die 1869 während einer Schlagwetterexplosion im Segen-Gottes-Schacht und Neuhoffnungsschacht umkamen.                                     |
|                | Bahnhaus (Karte)            | Bahnwärterhaus der Windbergbahn (Po77)                                        | |
|                | Bergweg (Karte)             |                                                                               | |
|                | Dresdner Landstraße (Karte) | Dresden, Landeshauptstadt Sachsens                                            | Über die Dresdner Landstraße verläuft die Kreisstraße 9016 Richtung Burgk und Bannewitz. |
|                | Feldstraße (Karte)          |                                                                               | |
| Bilder         | Friedensstraße (Karte)      |                                                                               | |
| Bilder         | Glockenplatz (Karte)        |                                                                               | |
|                | Hoher Plan (Karte)          |                                                                               | |
| Bilder         | Kaitzbachstraße (Karte)     | Kaitzbach, der in Kleinnaundorf entspringt und in Dresden in die Elbe mündet. | |
|                | Meßweg (Karte)              |                                                                               | |
|                | Pfarrer-Wolf-Straße (Karte) |                                                                               | |
|                | Reiboldschachtring (Karte)  | Reiboldschacht, ehemalige Schachtanlage                                       | |
| Bilder         | Saarstraße (Karte)          |                                                                               | |
|                | Schulberg (Karte)           | Gebäude der ehemaligen Kleinnaundorfer Schule                                 | |
| weitere Bilder | Steigerstraße (Karte)       | Standort der jetzigen Schule Kleinnaundorf                                    | |
|                | Steinbruchstraße (Karte)    |                                                                               | |